# Medaglia al servizio irreprensibile
La Medaglia al servizio irreprensibile (in ucraino Медаль «За бездоганну службу»?, Medal' «Za bezdohannu službu») è un'onorificenza ucraina, istituita il 5 ottobre 1996 con decreto presidenziale № 932.

## Assegnazione
La medaglia viene concessa a ufficiali e sottufficiali delle Forze armate ucraine o alle dipendenze del Ministero degli affari interni, del Servizio di sicurezza, della Guardia nazionale, della Guardia di Frontiera, del Servizio di trasporto speciale statale e della Protezione civile, che abbiano raggiunto elevati livelli di addestramento professionale e al combattinto, siano un esempio di fedeltà al giuramento e nell'adempimento del dovere, gesticano con successo i propri subordinati e svolgano tutte le altre mansioni in modo eccellente.
La medaglia è organizzata in tre classi, assegnate in base all'anzianità di servizio:
- I Classe: militari con almeno 20 anni di servizio
- II Classe: militari con almeno 15 anni di servizio
- III Classe: militari con almeno 10 anni di servizio

## Insegne

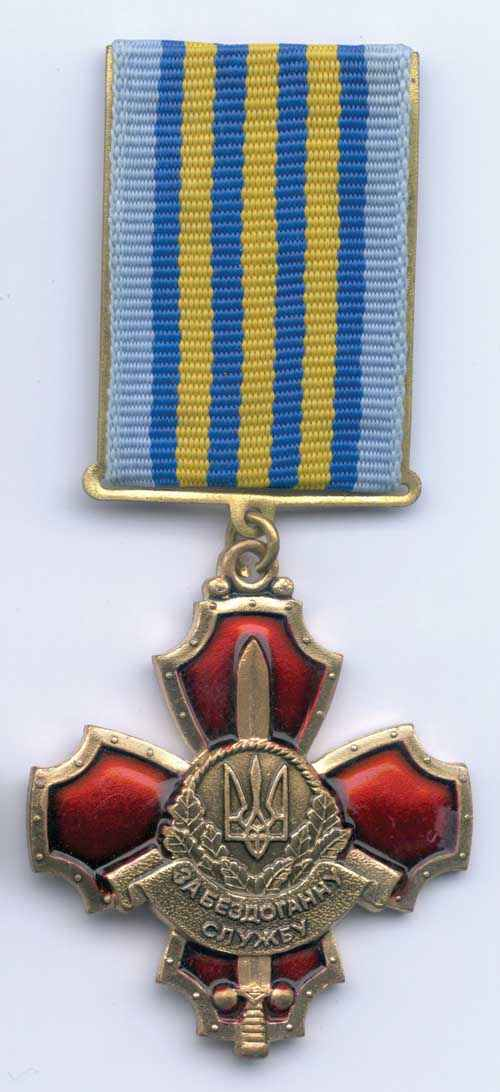
Medaglia di III Classe

La medaglia "Al servizio irreprensibile" è una croce i cui bracci sono formati da scudi, realizzata in tombac (III Classe) o in alpacca (I e II Classe). Il campo degli scudi è smaltato di rosso nella I e III Classe. Lungo l'asse verticale della croce è presente una spada rivolta verso l'alto. Nella parte centrale ci sono un medaglione con lo stemma dell'Ucraina incorniciato da una corona di foglie di quercia e un nastro con la scritta "Al servizio irreprensibile". Tutte le immagini sono in rilievo. Il rovescio della medaglia è piatto con inciso un numero. L'estremità superiore della croce presenta un anello a cui è collegato un blocco rettangolare ricoperto da un nastro, le cui dimensioni sono: lunghezza 45 mm e larghezza 28 mm. Sul retro del blocco c'è una spilla per agganciare la medaglia ai vestiti. Il nastro della medaglia è di seta moiré, azzurro con strisce alternate gialle e blu al centro: due blu e una gialla per la I Classe, tre blu e due gialle per la II Classe, quattro blu e tre gialle per la III Classe.  La larghezza del nastro è di 24 mm. La larghezza delle strisce è di 3 mm.